# Bob Thompson (Komponist)

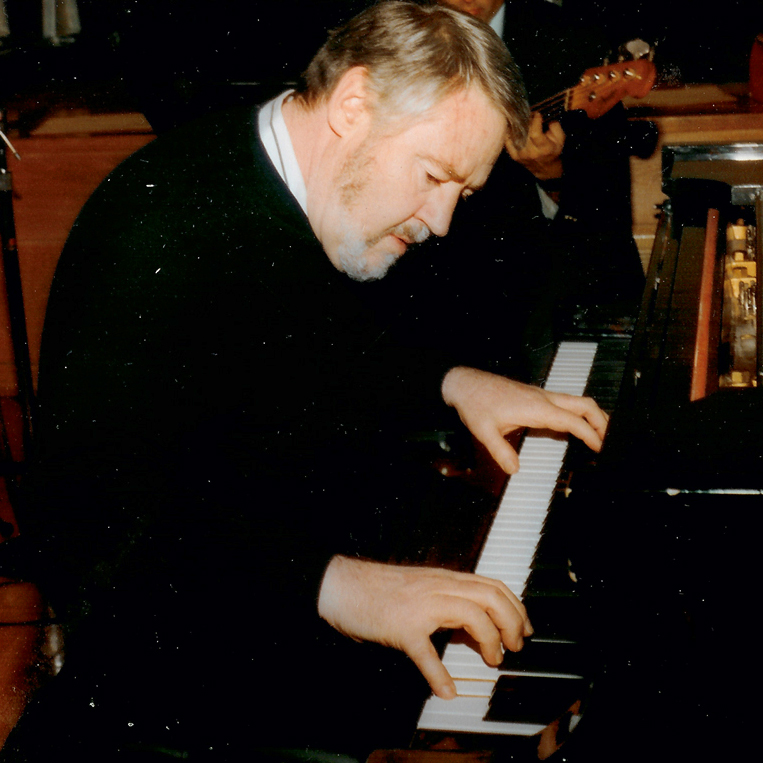
Bob Thompson (1990)

Bob Thompson (* 24. August 1924 in San José als Robert Lamar Thompson; † 21. Mai 2013 in Los Angeles) war ein amerikanischer Jazz- und Unterhaltungsmusiker (Arrangement, Komposition), der als Orchesterleiter von den 1950er bis zu den 1980er Jahren aktiv war.

## Leben und Wirken
Thompson, der in Auburn aufwuchs, begann mit zehn Jahren, Klavier zu lernen. Er besuchte für ein Jahr die University of California, Berkeley, schloss aber sein Musikstudium nicht ab, weil er beim Jobben beim Radiosender KGO nach eigenen Angaben mehr lernte; dort arrangierte er schließlich für die Hausband. Er hatte eine Reihe von Gelegenheitsjobs, begleitete Mae West auf Tournee und komponierte 1955 „Criswell Predicts“.
Ab 1958 nahm Thompson Alben mit Easy Listening und „Space-Age“-Musik für RCA Victor und Dot Records auf. Sein Titel „Just for Kicks“ wurde 1960 für den Grammy in der Kategorie „Best Performance by an Orchestra“ nominiert. Außerdem verfasste er Film- und Fernsehsoundtracks und schrieb Werbejingles. Er komponierte, arrangierte und leitete das Orchester für so unterschiedliche Künstler wie Rosemary Clooney, Julie London, Bing Crosby, die Andrews Sisters, Chet Atkins, Duane Eddy, Judy Garland, Jerry Lewis und Phil Ochs.
88-jährig starb Thompson, der an Alzheimer erkrankt war, in einem Pflegeheim in Los Angeles.

## Diskographische Hinweise
- Just for Kicks (RCA Victor, 1958)
- The Sound of Speed (Dot Records, 1958)
- Mmm, Nice! (RCA Victor, 1959)
- On the Rocks (RCA Victor, 1959)
- Music from Wildcat (RCA Victor, 1961)
- That Agency Thing (1963)